# Jasany na Brčálníku
Jasany na Brčálníku jsou památné stromy u osady Brčálník nedaleko Hojsovy Stráže na Šumavě. Oba jasany ztepilé (Fraxinus excelsior) rostou u chat pod brčálnickým kravínem. Menší má obvod kmene 325 cm a je 18 m vysoký, obvod kmene většího jasanu je 453 cm a výška dosahuje 20 m. Stromy jsou chráněny od roku 1995 pro svůj vzrůst a jako krajinná dominanta.

## Stromy v okolí
- Brčálnický jasan
- Brčálnická lípa
- Brčálnický buk